# Fuad Chehab
Fuad Chehab en árabe: فؤاد شهاب, también transliterado Fouad Shihab o Chéhab, (19 de marzo de 1902-25 de abril de 1973) fue el presidente de la República del Líbano, entre el 23 de septiembre de 1958 y el 22 de septiembre de 1964, después de haber sido comandante de las Fuerzas Armadas Libanesas.
Nació en Ghazir, Líbano, en el seno de una familia cristiana maronita. Era el hijo mayor del emir Abdallah Chehab y Sheikha Badiaa Hbeich. Su abuelo era el hermano mayor del gran emir Bachir II, gobernante de la región de Monte Líbano desde 1788 hasta 1840 Su padre emigró en busca de trabajo, y no regresó nunca a Líbano. En 1916, con 14 años, Fuad Chehab dejó la escuela y empezó a trabajar en los juzgados de Jounieh, la ciudad donde creció. En 1919 se alistó en el Ejército francés, y un año después se proclamó el mandato en Líbano tras el final de la Primera Guerra Mundial.
Según Joseph G. Chami en su obra Mémorial du Liban, el mandato de Chehab fue uno de los más distinguidos de la historia de Líbano, debido a las importantes reformas y los proyectos de desarrollo social a largo plazo que llevó a cabo. Sin embargo, las limitaciones de ese proyecto reformista también fueron importantes y apuntalaron en cierta medida el sistema confesional que se institucionalizó en el Pacto Nacional. La de Chehab es también una figura política recuperada actualmente por algunos analistas de las protestas que comenzaron en octubre de 2019 en Beirut.

## Vida política y militar

### Comandante de las Fuerzas Armadas libanesas
Fuad Chehab entró a formar parte del Ejército Libanés como Comandante en Jefe en 1945, cuando se crea el cuerpo militar oficial de Líbano, ya finalizados los mandatos y la presencia militar francesa en el país. Chehab ya formaba parte del Ejército francés desde que en 1921 entró a la Escuela Militar Francesa en Damasco. En 1923 se graduó en esa escuela como lugarteniente. En 1942, bajo el mandato de Charles de Gaulle en Francia, Fuad Chehab fue nombrado Comandante del Contingente Libanés, parte de las Fuerzas Francesas Libres del Levante, que fue el embrión del futuro Ejército Libanés.
Durante su etapa como comandante del Ejército, rechazó la intervención de las Fuerzas Armadas en la política. Se opuso en 1952 a la participación del Ejército en el golpe contra el presidente Bechara El Khoury. En 1957, tras varios fraudes electorales, las comunidades musulmanas del país provocaron una revuelta violenta. Chehab evitó también la participación del Ejército e instó a partidarios y opositores del Gobierno a aliarse y ocupar los lugares estratégicos para evitar el avance de los desórdenes.

### Etapa de presidente interino (1952)
En 1952, Camille Chamoun fue nombrado presidente del Gobierno tras el golpe de Estado de la oposición contra el anterior Ejecutivo liderado por Bechara El Khoury. En esa transición de liderazgos, Fuad Chehab alcanzó el cargo de primer ministro interino. Era una situación excepcional, ya que por norma general, en Líbano los presidentes del Gobierno siempre son musulmanes suníes debido a la norma confesional. Fuad Chehab era comandante de las Fuerzas Armadas y cristiano maronita. Además, en 1956 Camille Chamoun le nombró ministro de Defensa, compatibilizando su función en el Gobierno con su puesto de comandante de las Fuerzas Armadas. 

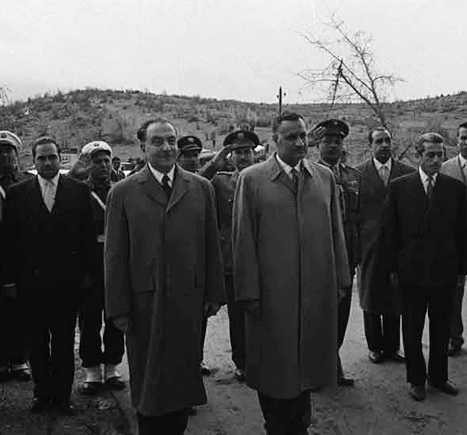
Chehab (izquierda) y el presidente de la República Árabe Unida Gamal Abdel Nasser (Derecha) en la frontera sirio-libanesa durante las conversaciones para finalizar la crisis en Líbano en 1958.

### Llegada a la presidencia de la República (1958)
Posteriormente, a poco de finalizar el mandato de Chamoun, los panarabistas y musulmanes conspiraron para derrocar el gobierno, en junio de 1958, después que Chamoun, proocidental, se negara a romper relaciones diplomáticas con el Reino Unido y Francia - que habían atacado Egipto durante a crisis de Suez, en 1956-. La comunidad musulmana presionaba al gobierno con la fusión con la República Árabe Unida, ante lo cual la comunidad maronita cristiana rehusaba fervientemente. Chamoun pidió ayuda a los Estados Unidos, y los marines estadounidenses desembarcaron en Beirut. La revuelta fue aplastada y el general Fuad Chehab fue elegido para suceder Chamoun.

### Un mandato convulso (1958-1964)
La presidencia del general Chehab se centró en garantizar la estabilidad del país y la convivencia entre cristianos y musulmanes, bajo el lema de que las revueltas de 1958 no habían tenido ni ganadores ni perdedores. Sin embargo, esta política contó con la oposición de los líderes de los grupos confesionales, y especialmente los cristianos prooccidentales, que guardaban rencor al general por negarse a frenar de raíz la revuelta de 1958, que terminó con 500 muertos y 2500 heridos. El conflicto de 1958 puso en evidencia la vulnerabilidad del país ante los movimientos geopolíticos regionales, en una época de hegemonía del panarabismo nasserista en todo el mundo árabe.
Las reformas económicas y sociales que el general Chehab intentó llevar a cabo en el gobierno tienen su origen en un estudio realizado en 1945 por el presidente de la Sociedad Libanesa de Economía Política (SLEP), Gabriel Menassa. Este informe se llamó “Plan para la reconstrucción de la economía libanesa y reforma del Estado”, y lo redactó en colaboración con Joseph Naggear, que después sería director del Consejo Nacional para la Investigación Científica Libanesa. El informe pretendía impulsar la adaptación económica del Líbano tras el final de la Segunda Guerra Mundial. Contemplaba la reforma del sistema fiscal, por la excesiva carga de impuestos que soportaban las clases medias y bajas, y la reducción del número de funcionarios. También proyectaba una reforma de la Constitución para garantizar la separación de poderes. Esta ideología reformista fue la que inspiró al general Chehab durante su mandato, vinculando la reforma del Estado, la igualdad de oportunidades, la reconstrucción y el desarrollo del país. Durante los primeros años del reformismo en Líbano, el proyecto de Menassa triunfaba gracias a la aceleración del crecimiento económico estimulado por la gran afluencia de refugiados palestinos, la mano de obra barata del campesinado pobre y la burguesía con capacidad financiera que se sentía cómoda en un escenario de economía liberal y de librecambio. Sin embargo, la concepción de Líbano como un paraíso fiscal, una especie de Montecarlo oriental y el flujo continuo de divisas a través de la diáspora libanesa, además de la mano de obra barata que permitía mantener una economía competitiva, entorpecieron gran parte de las reformas que el general Chehab tenía en su programa.
En 1960, dos años después del comienzo de su mandato, considerando que el país ya había alcanzado la paz y la estabilidad suficientes como para llevar a cabo profundas reformas, propuso su dimisión. Sin embargo, los miembros del Parlamento le convencieron para continuar y que llevara él mismo a cabo ese plan de reformas que se conocería posteriormente con el nombre de “chehabismo”.  
Para aplicar su programa, Fuad Chehab recurrió al asesoramiento del padre Louis Lebret, marino de origen francés cercano al economista francés François Perroux. Chehab y Lebret diagnosticaron como principal problema de Líbano la codicia de las clases altas y los líderes sectarios, a los que llamaron “pasteleros”. También creían que la solución pasaba por la transformación de la política territorial del país, que se concentraba en Beirut como capital y marginaba y abandonaba los extrarradios y las zonas rurales. Según ellos, estos dos factores dividían a los libaneses e impedían crear un Estado fuerte y cohesionado. Para mejorar la situación, proponían reformar el sistema fiscal, cambiar la estructura de distribución de la renta y de reparto de los recursos estatales. Estas conclusiones fueron puestas por escrito por el Ministerio del Plan en el año 1962, con el título de “Necesidades y posibilidades de desarrollo del Líbano”, tan solo dos años antes de que Chehab terminase su mandato.
Para fortalecer el músculo del Estado, Chehab creó un banco central que sustituyó al Banco de Siria y del Líbano (antiguo Banco Otomano), un Consejo de Función Pública y una Inspección Central; un Ministerio del Plan y una Dirección General de Estadística; un Consejo Ejecutivo de Obras Públicas para el conjunto del país y un Consejo Ejecutivo de Obras Públicas para la capital de Beirut. 

La economía libanesa creció mucho desde los años del mandato de Chehab hasta el inicio de la guerra en 1975, pero las reformas de la Administración fueron mucho más complicadas. La política chehabista no consiguió la separación de poderes y la anulación de los estatutos comunitarios. Tampoco eliminó el reparto entre esas mismas comunidades de las funciones públicas. Chehab consideraba que algunas de ellas estaban mal representadas y que eso debía cambiar, pero el sistema estructural siguió siendo el mismo. Después de varias leyes y decretos que consagraban las competencias de las autoridades suníes y cristianas hacia sus propias comunidades, los drusos hicieron lo propio en 1962, durante el mandato de Chehab, a través de varias leyes que consagraban al sheij como jefe religioso. Tampoco se introdujo durante la etapa chehabista ninguna reforma del sistema electoral que desmontase el poder político de los notables confesionales y el reparto tradicional de los escaños sobre la base de mayorías religiosas. El mandato del general Chehab, por el contrario, reforzó el sistema del Pacto Nacional heredado del mandato francés y de la declaración de independencia. 
En 1960, El Jury contaría al historiador libanes Yusuf Ibrahim Yazbek: «He declarado que el Pacto Nacional no ha sido única- mente una conciliación entre dos comunidades; ha realizado también una fusión entre dos doctrinas, la que tendía a reabsober al Líbano en otro Es- tado, y la que buscaba mantenerlo bajo la cobertura de la protección o la tutela extranjera. El Pacto Nacional ha servido para eliminar, por la comprensión y el entendimiento, estos dos movimientos antinómicos; los ha sustituido una fe única, nacional y libanesa; se ha proyectado finalmente en la coexistencia pacífica de todas las comunidades del país; de tal modo ha sido la fuente de la edificación del Estado y de la formación de la Patria»  (López García, B. y Fernández Suzor, C., 1984).  
Sin embargo, Chehab puso en pie el embrión de un aparato del Estado y equilibró la política exterior en una época de gran influencia del nasserismo en el mundo árabe. Permitió la entrada de las generaciones jóvenes en la administración, facilitando la formación de militares y tecnócratas que no accedían a los puestos en función de su adscripción comunitaria o por clientelismos.
En 1961 tuvo que afrontar un intento de golpe de Estado liderado por el Partido Nacionalista Social Sirio. La construcción de un Estado fuerte en la región suponía dar al traste con el sueño panarabista. Tras este suceso, Chehab reforzó los servicios de seguridad y de inteligencia libaneses para evitar las injerencias extranjeras en la política nacional.
La clase política privilegiada, que veía su estatus peligrar con las medidas del chehabismo, intentó sacar al general y a su equipo del Gobierno por todos los medios. Las élites cristianas prooccidentales, todavía con la conmoción de la “mini guerrilla” de 1958, consideraban a Fuad Chehab culpable de entregar el país a las comunidades musulmanas. Y los partidarios del liberalismo económico radical recelaban de las intervenciones estatales en el sistema fiscal que se pretendían llevar a cabo.

### Tras la presidencia (1964-1973)
En 1964, Chehab rechazó una posible reforma de la Consititución que le hubiera permitido presentarse a las elecciones para conseguir un segundo mandato. Apoyó la candidatura de Charles Helou, quien finalmente fue elegido presidente. Años más tarde, Chehab criticó duramente a Helou por permitir la presencia de guerrilleros palestinos armados en el sur del país, y por favorecer el retorno de los políticos tradicionales partidarios del sectarianismo. 
En 1970 tuvo la posibilidad de presentarse de nuevo a las elecciones, pero en una histórica declaración sostuvo que durante su etapa como presidente había comprobado que los libaneses eran incapaces de superar la política confesional tradicional para construir un Estado moderno. Eligió apoyar a su sucesor, Elias Sarkis, que por una diferencia mínima perdió las elecciones frente al líder maronita Souleiman Frangié, tras una votación ajustada en la que unos hombres armados obligaron al presidente del Parlamento a votar a favor de Frangié. Estas elecciones marcaron el final de la era chehabista. Durante los primeros meses del mandato de Frangié se pudo observar el desmantelamiento de las reformas, del sistema de seguridad fortalecido por Chehab y de los servicios de inteligencia, a los que se acusó de tener demasiada influencia en la vida política.  
En 1976 Sarkis sería elegido presidente, con la esperanza de que su llegada al poder consiguiese frenar la guerra que había comenzado el año anterior. Su intento fue en vano, puesto que en esa fecha palestinos, israelíes, sirios y todos los demás bandos en el conflicto ya habían tomado las armas. El presidente no tenía el apoyo de las fuerzas armadas y no pudo reconducir el conflicto.
Fuad Chehab murió en Jounieh el 25 de abril de 1973, a la edad de 71 años.